# Gare de Chevtchenko
Pour les articles homonymes, voir Chevtchenko.
La gare Chevtchenko, (ukrainien : Шевченко (станція)) est une gare ferroviaire ukrainienne située à Paraskoviyvka, dans l'oblast de Donetsk entre les gares de Bakhmout et Sil.

## Histoire
La gare est créée comme un important nœud ferroviaire, elle est alors une partie du chemin de fer privé Nord-Donetsk. Elle est reliée à la ligne Kramatorsk - Popasna des Chemins de fer du sud. Elle porte le nom de Taras Chevtchenko depuis 1926.
Elle est un enjeu important dans la Bataille de Bakhmout pour isoler cette ville et est capturée par les forces russes le 18 février 2023.